# بيلي ديفيز (لاعب كريكت)
بيلي ديفيز (3 يوليو 1936 في المملكة المتحدة - 17 يوليو 2022)  (بالإنجليزية: Billy Davies)‏ هو لاعب كريكت بريطاني.

## وصلات خارجية
- بيلي ديفيز على موقع إي آس بي آن كريك إنفو (الإنجليزية)